# 齐鲁交兵
齐鲁交兵發生於春秋战国时，魯國与齐国的一系列戰爭。魯國、齐国是今山东省在周朝时期的两个大国，齐国强盛，多次和鲁国进行战争。虽然齐国占据上风，但无法吞并鲁国，而且两国对立很少超过十年以上。最后鲁国在战国末期被楚国所灭。

## 过程
齐鲁之间爆发战争主要有10个时期：
1. 前702年—前695年（鲁桓公中期）
2. 前685年—前675年（鲁庄公中期）时之战、长勺之战
3. 前634年—前632年（鲁僖公后期）
4. 前612年—前610年（鲁文公后期）
5. 前589年（鲁成公前期）鞍之战
6. 前558年—前548年（鲁襄公后期）
7. 前503年—前500年（鲁定公时期）
8. 前487年—前480年（鲁哀公时期）齐鲍牧攻鲁之战
9. 前412年—前408年（鲁元公时期）
10. 前394年—前385年（鲁穆公时期）

### 桓公中期
1
前702年，北戎多次骚扰齐国，诸侯救援齐国，郑国的公子忽有功劳。齐国给诸侯的军队馈送食物，让鲁国确定馈送的次序。鲁国按周室封爵的次序将郑国排在后面。郑庄公发怒，请求齐国出兵。齐国、卫国军队帮助郑国在郎地大战鲁国。
2
前699年，宋国多次向郑国索取财货，郑国不能忍受，所以率领纪国、鲁国两国的军队和齐国、宋国、卫国、南燕国四国的军队交战。齐国、宋国、卫国、南燕国四国战败。《春秋经》没有记载战争的地点，是由于鲁桓公迟到了。
3
前697年，鲁桓公和齐襄公在艾地会见和解。前695年春季，鲁桓公和齐襄公、纪侯为了促成齐、纪的和议，商量对付卫国，在黄地结盟。夏季，鲁军与齐军在奚地发生战争，是边境局部冲突。齐国入侵鲁国的边境，边境官报告鲁桓公：“边境上的事情，谨慎地防守自己一边而且防备发生意外。暂且尽力防备就是了。发生了事情就迎战，又何必先行请示报告呢？”次年，鲁桓公访问齐国，被齐襄公派公子彭生暗杀。之后，由于鲁庄公的母亲文姜是齐襄公的妹妹，所以齐鲁之间进入了十年的和平期。

### 庄公中期
4
前685年夏，齐襄公死后，鲁庄公为护送公子纠回国即位，进攻齐国。齐桓公从莒国抢先回到齐国。秋季，鲁军和齐军在时之战，鲁军大败。
5
前684年，长勺之战，鲁庄公得到曹刿的帮助，打败齐军。
6
前684年六月，齐国和宋国的军队驻扎在郎地。公子偃从雩门私自出击，将马蒙上老虎皮先攻宋军，鲁庄公领兵跟着进击，在乘丘击败宋军。齐军也回国了。前681年冬季，鲁庄公和齐桓公在柯地结盟，鲁国和齐国讲和。
7
前675年，卫国嫁女于陈国，公子结送鲁女陪嫁，到达鄄地后，听说齐国和宋国在召开盟会讨论进攻鲁国，公子结便不送陪嫁之女，与齐桓公、宋闵公结盟。当年冬季，齐国、宋国、陈国发兵进攻鲁国西部边境。

### 僖公后期
8
齐桓公霸业稳定后，鲁国完全服从齐国的霸主地位，两国长期没有战争。鲁国的国势衰落，不能与齐国抗衡，成为二等国家。前635年十二月，鲁僖公和卫成公、莒国在洮地结盟。前634年正月，鲁僖公会见莒兹丕公、甯庄子，在向地结盟，齐国军队进攻鲁国西部边境，表示对洮、向两次会盟的不满，鲁僖公追齐军到酅地，没有追上。
9
夏，齐孝公进攻鲁国北部边境，卫国履行洮地的盟约，攻打齐国。鲁僖公派展喜会见齐孝公，齐孝公收兵回国。
10
东门襄仲、臧文仲到楚国请求出兵。臧文仲引导楚国子玉，因齐、宋两国不肯尊事楚国，请他攻打齐、宋两国。冬季，鲁僖公指挥楚国军队攻打齐国，占领了穀地。把齐桓公的儿子公子雍安置在穀地，易牙奉事公子雍作为鲁国的后援。楚国令尹子玉、司马子西领兵攻打宋国，包围缗地。引起了晋国对宋国的救援，在前632年，爆发了城濮之战。晋国大败楚国，成为中原霸主，齐国和鲁国参见践土之盟，都服从晋国的霸权。

### 成公前期
11
前612年秋季，齐懿公见晋国霸权衰落，派军队侵犯鲁国西部边境，所以季文子向晋国报告。
12
冬，齐懿公发兵进攻鲁国西部边境，他认为诸侯不能救援。因为曹国曾经前来朝见过鲁国，因此攻打曹国，进入外城。前611年正月，鲁国与齐国议和。鲁文公生病，派季文子和齐懿公在阳穀会见。季文子请求盟誓，齐懿公不肯，说：“请等贵国国君病好了再说吧。”
13
前610年齐懿公攻打鲁国北部边境，襄仲请求结盟。六月，在穀地结盟。

### 文公后期
14
前589年春季，齐顷公见晋国败给楚国，想恢复祖父齐桓公的霸业，进攻鲁国北部边境，包围龙地。齐顷公的宠臣卢蒲就魁攻打城门，龙地的人将他逮住囚禁。齐顷公说：“不要杀他，我和你们盟誓，不进入你们的境内。”龙地的人不听，杀了卢蒲就魁，暴尸城上。齐顷公亲自击鼓，兵士爬上城墙。三天，占领龙地。向南入侵到巢丘。六月，季孙行父、臧孙许、叔孙侨如、公孙婴齐会同晋国郤克、卫国孙良夫、曹国公子首于鞍之战打败齐军。

### 襄公后期
15
前558年，晋悼公病重，齐灵公围鲁国的成地，又遣邾国攻鲁的南方。鲁国向晋国求救，晋悼公在这时生病，于这年冬天去世，盟会的计划未成。
16
前557年三月，齐国进攻鲁国北部边境，
17
秋季，齐灵公包围成地，孟孺子速拦击齐军。孟孺子速就堵塞了海陉险道然后回去。
18
前556年秋季，齐灵公攻打鲁国北部边境，包围桃地。高厚包围臧纥在防地。鲁军从阳关出动迎接臧纥，到达旅松。郰叔纥、臧畴、臧贾率领甲兵三百人，夜袭齐军，把臧纥送到旅松后回来。齐军离开了鲁国。
19
前555年秋季，齐灵公进攻鲁国北部边境。
20
晋国中行献子准备进攻齐国，晋平公、鲁襄公、宋平公、卫殇公、郑简公、曹成公、莒国、邾国、滕国、薛国、杞国、小邾国十二国联军重创齐国，兵临临淄。前553年，齐国和晋国讲和，鲁国叔老到齐国聘问。
21
齐国支持栾盈在晋国变乱，前549年春，鲁国孟孝伯于是入侵齐国。
22
前548年春季，齐国的崔杼率领军队进攻鲁国北部边境，报复孝伯去年进攻齐国。夏季，崔杼杀死齐庄公。齐国内乱，之后45年没有和鲁国交战。其间前516年，因为鲁昭公流亡到齐国，齐国护送鲁昭公，和鲁国在炊鼻（今山东省宁阳县）作战。

### 定公时期
23
齐景公见晋国楚国全部衰落，于前503年，派国夏进攻鲁国。阳虎为季桓子驾战车，公敛处父为孟懿子驾战车，准备夜袭齐军。齐军知道后，假装无备，设伏以待鲁军。阳虎害怕而撤兵，没有招致失败。
24
前502年正月，鲁定公发兵入侵齐国，攻打阳州的城门。鲁定公攻打廪丘外城。廪丘守将放火焚烧冲城的战车，有人把麻布短衣沾湿了灭火，就攻破了外城。守将出战，鲁军奔逃。
25
夏，高張、国夏率军讨伐鲁国西面边境，晋国由士鞅、赵鞅、荀寅率军援救鲁国。前500年春季，鲁国和齐国讲和。夏季，鲁定公在祝其（夹谷）会见齐景公，孔丘相礼。齐国归还鲁国郓地、讙地、龟阳的土地。

### 哀公时期
26
前487年五月，齐悼公派鲍牧带兵进攻鲁国，占领了讙地和阐地。鲁国于是依附吴王夫差，对抗齐国。
27
前485年，鲁哀公会合吴国、邾国、郯国攻打齐南部边境，军队驻扎在鄎地。齐国人杀死齐悼公，向联军发了讣告。
28
秋季，吴王派人到鲁国来，再次通知出兵。前484年，稷曲之戰，鲁军失败。
29
五月，鲁军联合吴军在艾陵之战大败齐军。吴国后来被越国袭击，无力参与和晋国、齐国争霸。前480年冬季，鲁国和齐国讲和。子服景伯到齐国去，子贡做副使。
30
前471年四月，晋出公准备发兵进攻齐国，派人来鲁国请求出兵，臧石领兵和晋军会合，占领了廪丘。

### 元公时期
31
前412年，齐国伐鲁、莒及安阳，鲁国派吴起击败齐国。
32
前411年，吴起奔魏。齐国伐鲁国。

### 穆公时期
33
前408年，齐国攻取鲁国郕地。
34
前394年，齐伐鲁，攻取最地，魏国救鲁。
35
前390年，齐国在平陆被魯國擊敗。
36
前385年，齐国击败鲁国。

### 尾声
37
前373年，鲁伐齐，入阳关。
38
前284年，齐湣王败给五国联军，鲁国趁机伐齐，取薛。